# Rascavidrios

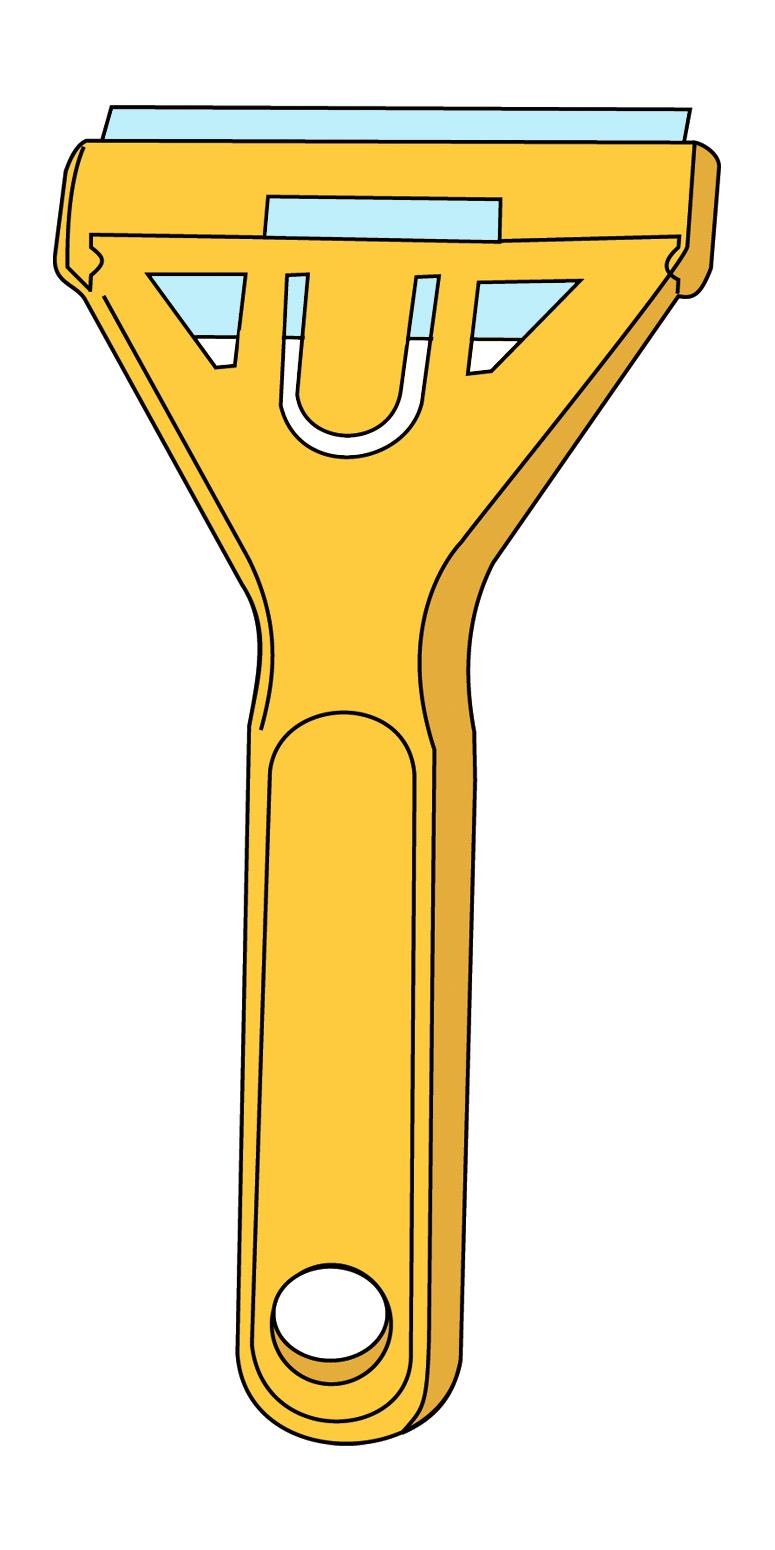
rascavidrios

El rascavidrios es una herramienta manual dotada de una cuchilla plana afilada, que permite rascar los restos más adheridos. Muy útil para quitar pegatinas, manchas de pintura o incrustaciones que estén sobre azulejos, cristales u otras superficies planas.
- Datos: Q6100561